# Danielle Woodhouse
Danielle Woodhouse (Perth, 23 gennaio 1969) è un'ex pallanuotista australiana, vincitrice di una medaglia d'oro ai giochi olimpici di Sydney 2000.